# Сондушка
Сондушка — река в Вологодской области России.
Протекает в болотистой местности по территории Сямженского района. Впадает в Шиченгское озеро — исток реки Шиченги. Длина реки составляет 11 км. Населённых пунктов на реке нет.

## Данные водного реестра
По данным государственного водного реестра России относится к Двинско-Печорскому бассейновому округу, водохозяйственный участок реки — озеро Кубенское и реки Сухона от истока до Кубенского гидроузла, речной подбассейн реки — Сухона. Речной бассейн реки — Северная Двина.
Код объекта в государственном водном реестре — 03020100112103000005740.